# Hirpinien

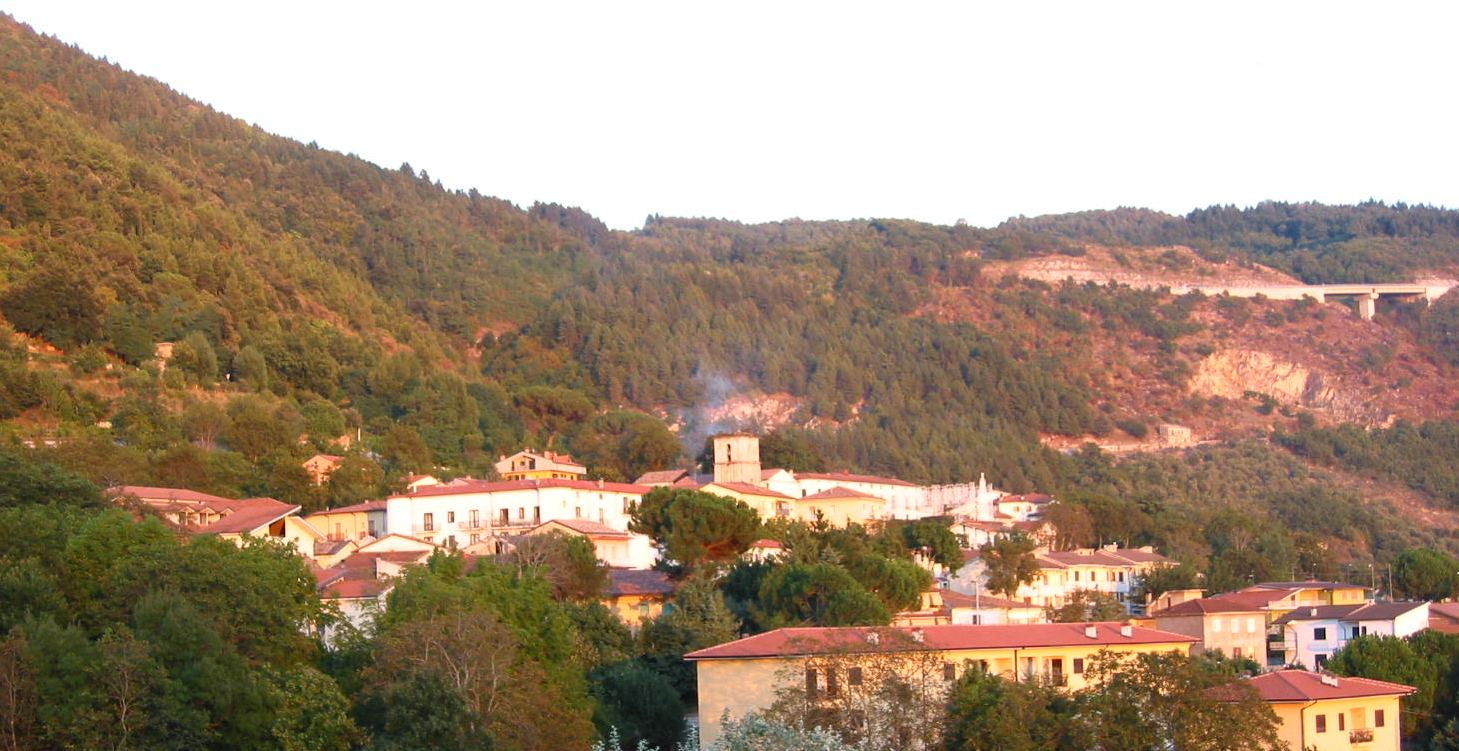
Vy över Salza Irpina.

Hirpinien (latin Hirpinia, på italienska och engelska Irpinia) är en icke-administrativ region i den del av bergskedjan Apenninerna som ungefär motsvarar provinsen Avellino i regionen Kampanien, cirka 40 km öster om Neapel i södra Italien. 
Under antiken var Hirpinien det samnitiska folkslaget hirpinernas område. 
Området är känt för sina DOCG-viner (Fiano di Avellino, Greco di Tufo och Taurasi) sina ostar Scamorza och Caciocavallo), sin korv (Subbursata och Sopressata), sina kastanjer, hasselnötter och den svarta tryffeln från Bagnoli Irpino.

## Geografi

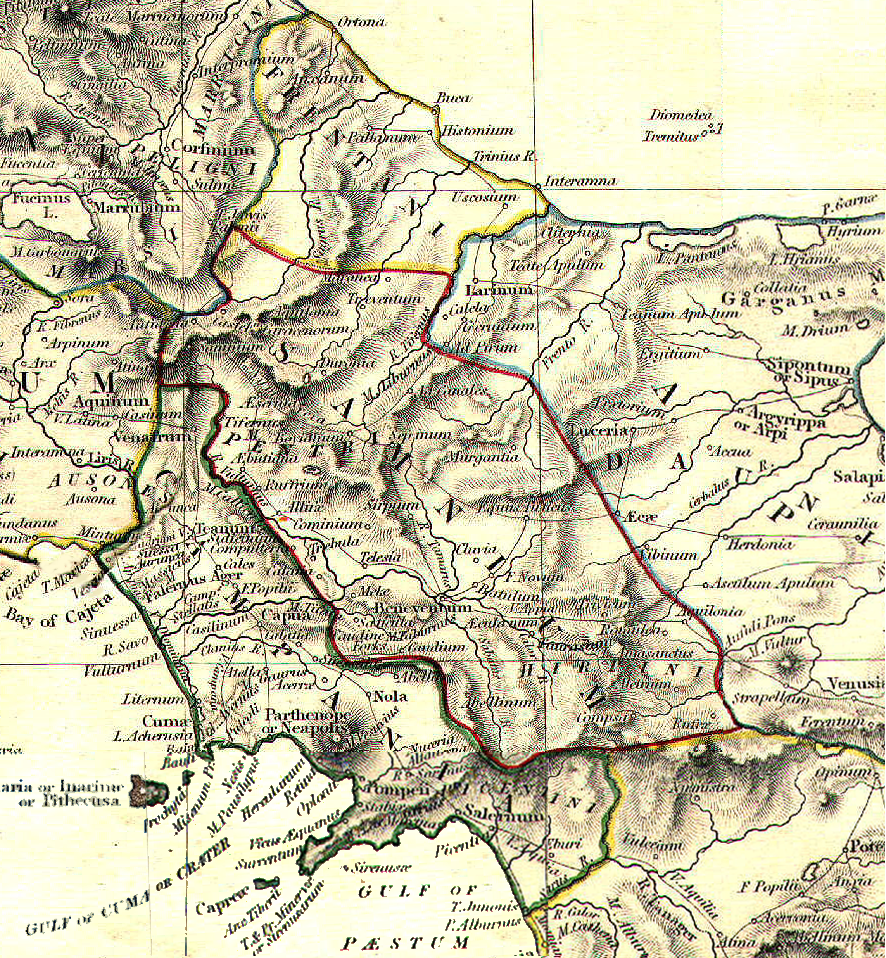
Karta över antikens Samnium hämtad från The Historical Atlas av William R. Shepherd, 1911. Hirpinien ligger söder om Samnium

Hirpinien är mycket kuperat och består till största delar av berg (mest kalksten) och dalar. I västra Hirpinen är bergen mest i sandsten och terrängen är lägre. Hirpinien sträcker sig från Sella di Ariano till floden Seles källor. De högsta toppen i området är berget Avella (1 591 meter). I söder gränsar området till Monti Picentini och i öster till Ofanto-dalen. I norr övergår Hirpinien i Samnium och Daunien.
Många av kommunerna i Hirpinien är mycket små (det finns kommuner med under tusen invånare). Avellino är den största kommunen i Hirpinien. Andra större kommuner i Hirpinien är Atripalda, Ariano Irpino, Cervinara, Frigento, Calitri, Grottaminarda, Lioni, Mercogliano, Montella, Montoro, Nusco, Sant'Angelo dei Lombardi, Solofra, Serino samt Summonte.

## Historia
Namnet Hirpinien kommer från det oskiska ordet för varg, "hirpus". Än idag är vargen Hirpiniens symbol. Sabinska stammar tros ha vandrat från Umbrien till Hirpinien under 600-talet f.Kr. Då avgränsades området av floderna Sabato, Calore Irpino och Ofanto. Hirpinernas viktigaste städer var Maloenton (dagens Benevento), Romulea (dagens Bisaccia), Compsa, Aquilonia, Lacedonia och Abellinum. 
Hirpinerna nämns första gången 280 f.Kr. när Pyrrhus gjorde sin italienska expedition. Man vet att hirpinerna undertecknade ett alliansavtal med samniterna 275 f.Kr. och att Abellinum erövrades av romarna år 252 f.Kr. Under andra puniska kriget led samniterna av interna splittringar. Av Marius fick hirpinerna romerskt medborgarskap 87 f.Kr. men förlorade privilegierna under Sulla (80 f.Kr.) I Augustus regionindelning 7 f.Kr. valde man att lägga Hirpinien i Region II istället för med Samnium i region IV. År 22 f.Kr. blev Hirpinien under namnet Livia en romersk koloni. Under kejsar Alexander Severus på 200-talet e.Kr. tog Hirpinien emot människor från de östra romerska provinserna.
Efter romerska rikets fall kom Hirpinien, i tur och ordning, under bysans, lombarderna, Hohenstaufen, Anjou, Kungariket Aragonien and slutligen spansk överhöghet. Som del i kungariket Neapel utgjorde Hirpinien del av Principato Ultra. 1806 förbjöds det feodala systemet och samma år blev Avellino provinshuvudstad. År 1861 blev Hirpinien del av kungariket Italien.
Den 23 november 1980 drabbades området av en mycket omfattande jordbävning (Jordbävningen i Irpinia 1980) som dödade minst 3 000 människor.
Hirpinien utgör ingen administrativ region, men ordet lever kvar bland annat i ortnamn, som exempelvis Altavilla Irpina, Ariano Irpino,  Bagnoli Irpino, Capriglia Irpina, Cassano Irpino, Melito Irpino, Salza Irpina, Savignano Irpino och Volturara Irpina.